# Masakr u Velikoj Kruši
Masakr u Velikoj Kruši (albanski: Masakra e Krushës së Madhe) u blizini Orahovca na Kosovu, se zbilo tokom Kosovskog rata 25. marta 1999. godine, dva dana nakon što je NATO bombardovanje SRJ počelo. Prema nekim procenama, u ovom pokolju su ubijene 42 osobe
Pošto je selo predstavljalo bazu za dejstvo terorističke OVK, veruje se da je do ubistava došlo iz osvete.
Prema svedočenju preživelih meštana, srpske specijalne jedinice su upale u selo i odvojile muškarce od žena. Zatim su žene i decu prisilili da krenu prema granici sa Albanijom.